# Best

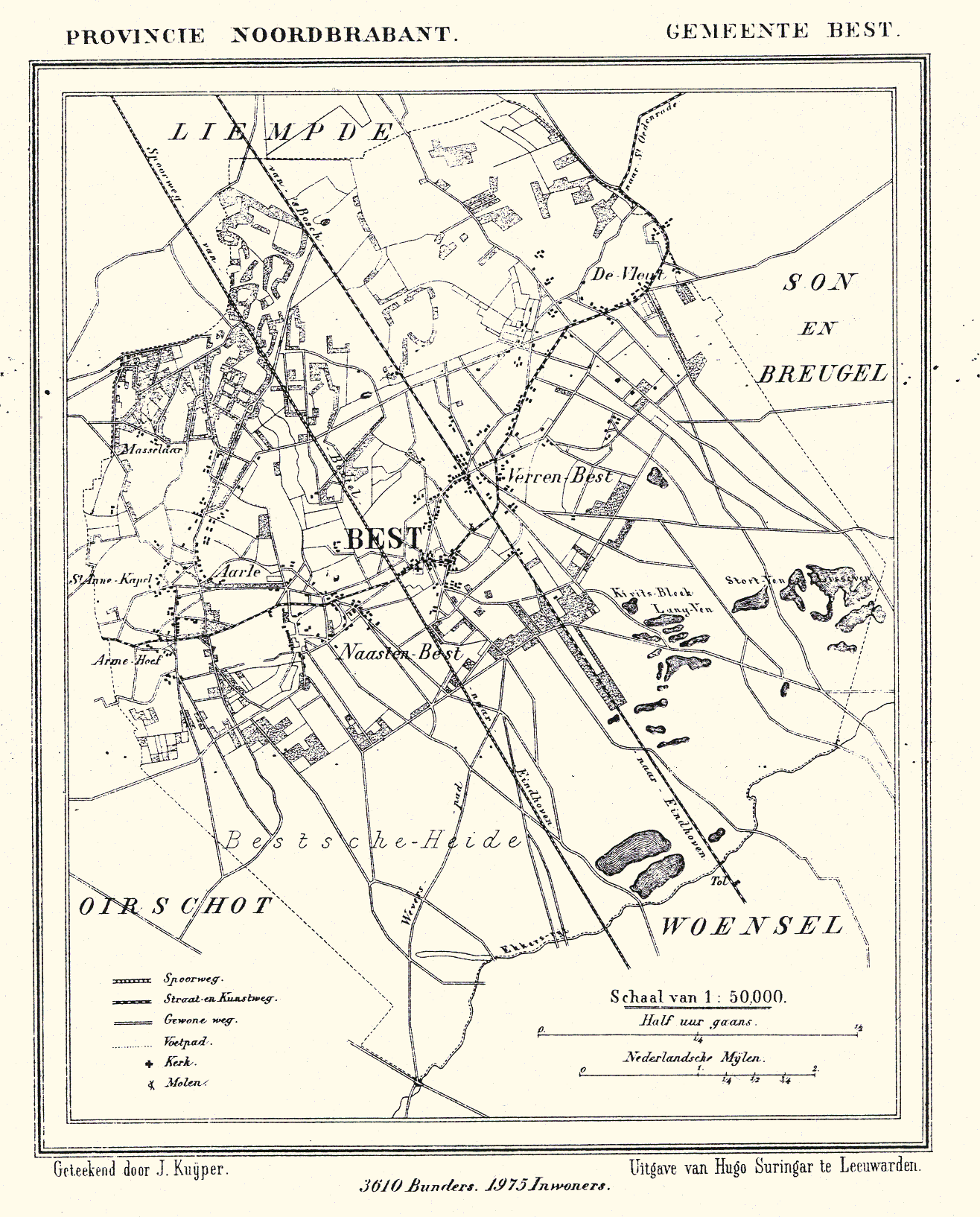
Gemeentekaart van Best in 1865

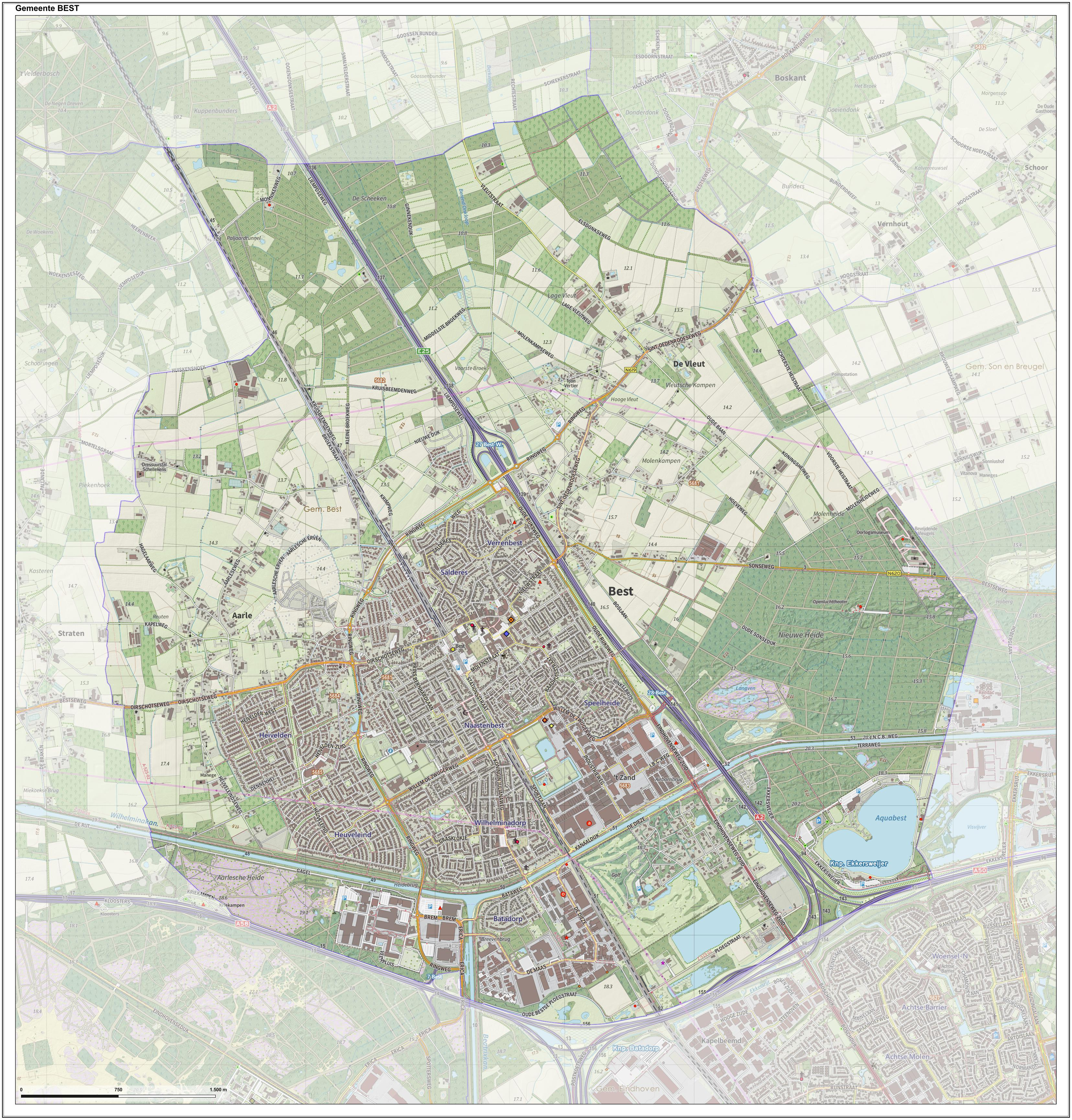
Topografische gemeentekaart van Best, september 2022

Best (uitspraakⓘ) is een plaats en gemeente in de Nederlandse provincie Noord-Brabant, gelegen in de Kempen. Het grondgebied van de gemeente behoorde vroeger tot de gemeente Oirschot, maar is er in 1819 van afgesplitst om een zelfstandige gemeente te vormen.
De plaats ligt bij de samenkomst van de snelwegen Eindhoven - Tilburg (A58), Eindhoven - Arnhem (A50) en Eindhoven - 's-Hertogenbosch (A2). De gemeente telt 31.223 inwoners (22 november 2024, bron: CBS) en heeft een oppervlakte van 35,35 km². Binnen de gemeentegrenzen liggen behalve het dorp Best nog twee buurtschappen: Aarle en De Vleut. De gemeente maakt deel uit van de Metropoolregio Eindhoven (MRE).
In de regio werden vroeger klompen gemaakt, dit is nog zichtbaar aan de vele populieren waarvan klompen werden gemaakt in het landschap. Ook is er een verwijzing in de carnavalsnaam van Best: Klompengat. Schoenenfabriek Bata en later Philips Healthcare hebben het dorpje zeer sterk laten groeien.

## Geschiedenis
De eerste bewoners die op Bests grondgebied woonden, dateren uit 1700 v.Chr. Dit blijkt uit opgravingen in de Aarlese Heide ten zuiden van het Wilhelminakanaal. Andere vondsten stammen van de Keltische Cultuur zoals de urnen uit de La Tènetijd van 500 v.Chr.. Bij een van de gevonden grafheuvels werd een vorm aangetroffen die sterk herinnert aan de aanleg van Keltische tempeltjes. In een andere grafheuvel werden vormen en tradities uit de oudere bronstijd van 1700-800 voor Christus ontdekt.
Best hoorde aanvankelijk tot de gemeente Oirschot en bestond uit de buurtschappen Naastenbest en Verrenbest. Daarnaast waren er de buurtschappen Aarle en De Vleut, die tot heden een landelijk karakter hebben behouden.
Aanvankelijk bestond er een houten kapel, naar verluidt op de plaats waar Sint-Odulphus werd geboren. Een document uit 1378 maakt voor het eerst melding van deze kapel. Kerkdiensten vonden echter nog te Oirschot plaats. De kapel kon in 1437 door een stenen gebouw worden vervangen. Een rector voor deze kapel werd door het kapittel te Oirschot benoemd. Deze mocht echter alleen in het winterseizoen missen opdragen. Dit gebod omzeilde men door een vervanger aan te stellen die tijdens het zomerseizoen de mis opdroeg.
Wrijvingen met het kapittel culmineerden in een overval van de kapel, in opdracht van het kapittel, tijdens het opdragen van de mis in 1497, waarbij geld en misbenodigdheden werden ontvreemd. Dit leidde tot een vonnis van de kerkelijke rechtbank, waarbij de deken van Oirschot werd veroordeeld. De wrijvingen met het kapittel kwamen voort uit het dreigende verlies van inkomsten voor deze Oirschotse instelling.
De zelfstandige Sint-Odulphusparochie kwam uiteindelijk tot stand in 1553, waarmee de kapel tot kerk werd gepromoveerd. In 1628 werd de houten Sint-Annakapel te Aarle vervangen door een stenen gebouw. Doch na 1648 werden kerk en kapel door de protestanten gevorderd. De katholieken konden vanaf 1672 een schuurkerk betrekken, echter op 31 december 1794 vorderden de katholieken hun oorspronkelijke kerk weer terug. Dit werd aldus de eerste kerk die weer in handen van de katholieken kwam, aangezien de teruggave pas in 1798 officieel werd geregeld.
In 1828 werd Joannes Zwijsen pastoor te Best. In 1856 werd de pastorie gebouwd die tot op heden bestaat, en in 1864 kwamen de Zusters van Liefde naar Best. In 1882 werd de nieuwe Sint-Odulphuskerk ingewijd waarvan de bouw in 1880 begon. Men wilde eerst de toren van de oude kerk handhaven, maar deze was naar verhouding te klein. In 1884 werd de nieuwe toren gebouwd, maar daarmee was de oorspronkelijke historische kerk verdwenen.
De Sint-Odulphuskerk werd zwaar beschadigd tijdens een beschieting door de Duitse bezetter op 17 oktober 1944. De bevrijding van Best door de 15e Schotse divisie vond plaats op 24 oktober 1944. In 1960 was de kerktoren weer hersteld en nadien vonden nog een aantal restauratieprojecten van de kerk plaats.

## De patroonheilige van Best
Sint-Odulphus is de patroonheilige van Best. Zijn levensloop is nauw verweven met de folklore en traditie van Best. De eerste documenten omtrent de Odulphusverering in Best dateren uit 1421. Het vroegste jaartal dat in verband kan worden gebracht met de verering van Odulphus is 1150. In een brief van omstreeks 1480 wordt vermeld dat de relieken van Sint-Odulphus in 1150 werden verplaatst.
Een legende verhaalt dat de heilige op jonge leeftijd, nog in opleiding zijnde in Oirschot, ooit een prijs is misgelopen en toen twijfelde aan zijn vermogen om de opleiding af te maken. Op weg naar huis ontmoette hij een engel die hem een gouden appel gaf, waarop zijn zelfvertrouwen weer terugkeerde. De betreffende akker werd Odulphusakker genoemd.
Momenteel prijkt Sint-Odulphus op het gemeentewapen van Best. Ook het plaatselijke schuttersgilde is naar de heilige vernoemd.

## Buurten en buurtschappen
Aarle, Salderes, Driehoek, Mosselaar, Verrenbest, De Leeuwerik, De Vleut, Wilhelminadorp, Batadorp, Kantonier, Heivelden, Heuveleind, Hoge Akker, Steegsche Velden, Heikant, Dijkstraten, Speelheide, Villawijk, Naastenbest.

## Bezienswaardigheden

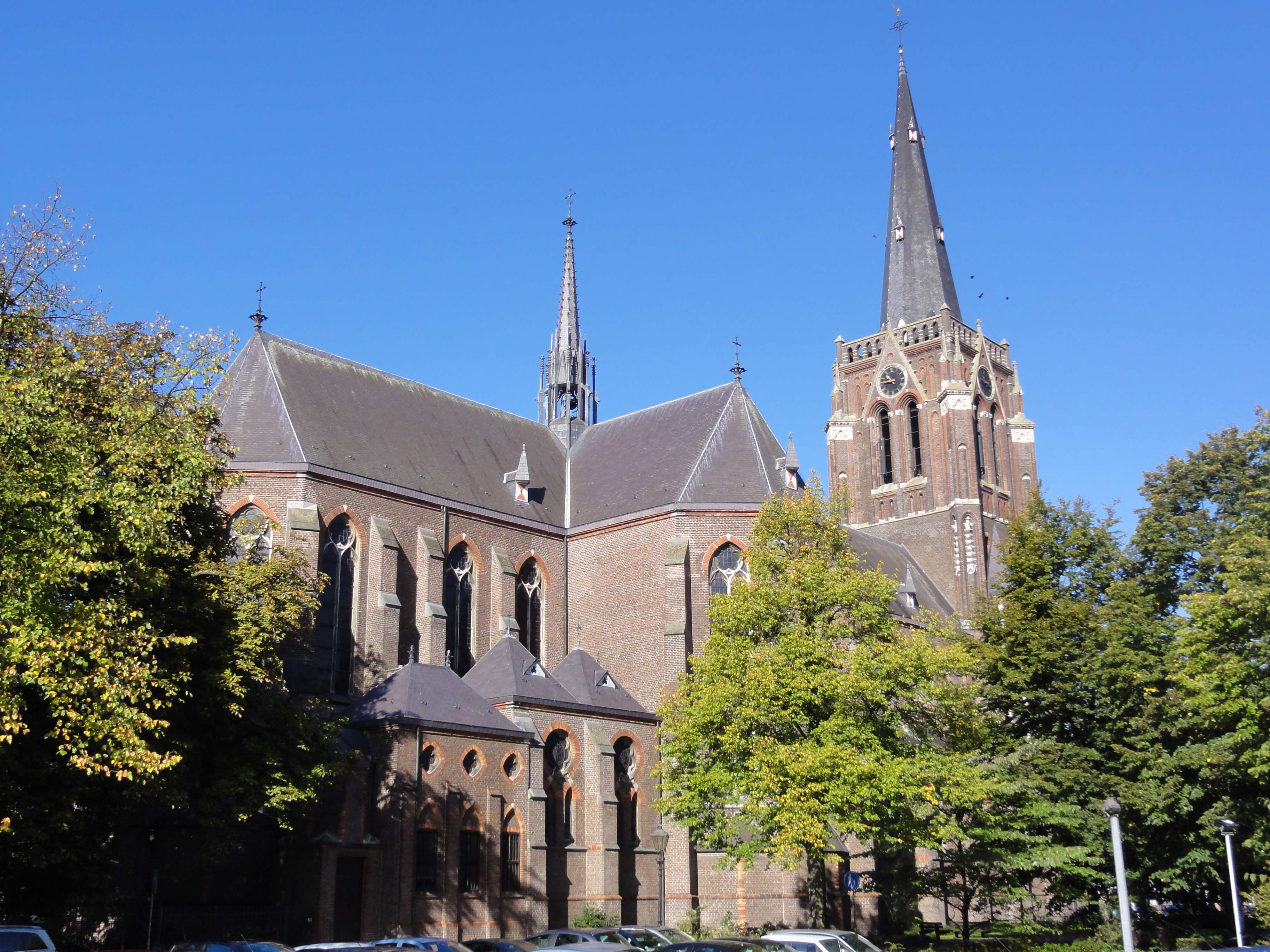
Sint-Odulphuskerk

- De Sint-Odulphuskerk: Dit is een neogotische kerk uit 1880-1886 die staat in het centrum van de gemeente op de plaats waar naar verluidt Sint-Odulphus zou zijn geboren.
- De Sint-Antoniuskerk: volkskerk in Bossche School-stijl opgetrokken.
- De Lidwinakerk
- De protestantse kerk
- Het Odulphushof: Dit is een botanische tuin, gelegen achter de kerk. Hij werd geopend in 1980. De tuin bevat een grote collectie inheemse wilde planten, alsmede fruitbomen en heesters. (Deze tuin is inmiddels geen botanische tuin meer.)
- De Parochiekapel Sint-Odulphus: Dit is de voormalige kapel van het pensionaat aan de Nazarethstraat, behorend bij het klooster van de Zusters van de Choorstraat, uit 1886.
- De Koetshuistuin: Een park uit 1988 met daarin het monument voor de 15th Scottish Division, die Best op 24 oktober 1944 bevrijd heeft. Dit monument is gemaakt door Antoinette Briët en is onthuld bij de 50-jarige herdenking van de bevrijding, in 1994. De tuin met koetshuis is in 1986 door de Gemeente Best aangekocht waarna het koetshuis werd gesloopt. Bij de verkoop werd bedongen dat de tuin zelf altijd intact moest blijven.
- De Sint-Annakapel: Het ontstaan van deze kapel in de buurtschap Aarle berust op een legende volgens welke een zwangere gravin complicaties had zodat voor haar leven werd gevreesd. De graaf beloofde een kapel te bouwen voor de heilige Anna, patrones van aanstaande moeders, indien het leven van moeder en kind zouden worden gered. Aldus geschiedde. Later kwamen mensen er bidden om gespaard te worden van dysenterie en pest, het laatst in 1557 en 1587. De oorspronkelijke houten kapel werd in 1628 vervangen door een stenen exemplaar. Na in verval te zijn geraakt na 1648 werd ze in in 1837 herbouwd. De kapel bevat gebrandschilderde ramen van Cor Donkers en een 18e-eeuws beeld van Anna te Drieën. In 1951 volgde opnieuw herstel. Tegenwoordig is de kapel een rijksmonument.
- De Onze Lieve Vrouw van de Heikantkapel: Een moderne kapel met een houten beeld in buurtschap De Heikant.
- Maria Assumptakapel: Deze kapel in De Vleut dateert van 1950. Ze werd gebouwd toen paus Pius XII de Maria-ten-Hemelopneming tot dogma verklaarde. Tot 1962 trok een jaarlijkse processie van de Sint-Odulphuskerk naar deze kapel.
- BestZoo: Een dierentuin met speeltuin in buurtschap De Vleut.
- Het Joe Mann Natuurtheater: Dit in de bossen aan de Sonseweg gelegen openluchttheater is genoemd naar Joe Mann, een Amerikaans parachutist van de 101st Airborne Division die op 17 september 1944 zijn leven gaf om dat van zijn vier kameraden te redden. De mooie witte betonnen toegangspoort is een werk van Jules Verschuuren. Voor het theater bevindt zich een gedenkteken uit 1956.
- Het Monument voor Joe Mann: Monument aan de Boslaan, uit 1984.
- Industriële monumenten: De Batafabrieken en een aantal oorspronkelijke woningen in Batadorp. Verder is er nog het gebouw van een tricotagefabriek, later een tapijthal. Dan is er nog de schoorsteen van een voormalige klompenfabriek, ooit de grootste van Nederland. In enkele woningen was voorts de klompenmakerschool gevestigd.
- De windmolen De Volharding, een ronde stenen molen, in 2010 weer maalvaardig gemaakt.

## Monumenten
De gemeente telt een aantal rijksmonumenten, gemeentelijke monumenten, en oorlogsmonumenten, zie:
- Lijst van rijksmonumenten in Best
- Lijst van gemeentelijke monumenten in Best
- Lijst van oorlogsmonumenten in Best

## Kunst
In de gemeente Best zijn diverse beelden, sculpturen en objecten geplaatst in de openbare ruimte, zie:
- Lijst van beelden in Best

Ook komen er verschillende uitvoerende kunstdisciplines samen onder één dak bij sociaal-cultureel centrum 't Tejaterke.

## Musea
- Bevrijdende Vleugels: Dit museum toont op een terrein van 16 ha een groot aantal militaire voertuigen en dergelijke, die voornamelijk betrekking hebben op de bevrijding door de 101st Airborne Division en andere aspecten van de Tweede Wereldoorlog. Het bevindt zich in de bossen langs de hoofdweg van Best naar Son. In dit gebied voerde de Airborne Division landingen uit in het kader van de Operatie Market Garden in 1944. Het museum is sinds 1997 gevestigd in een van de gebouwen van een voormalig mobilisatiecomplex, het Magazijnencomplex Best. Dit complex werd in de decennia na de Tweede Wereldoorlog (mogelijk in de jaren '60 van de 20e eeuw) gebouwd in het kader van de Koude Oorlog [4].
- Kindermuseum Spelebos Hier beleven kinderen het spelen van toen, op een eigentijdse manier. Verspreid over het museum zijn er diorama's met bijzondere poppen en beren, ook Barbie, tinnen soldaatjes en oud-Hollandse spellen maken deel uit van de collectie. Modelspoorbanen ontbreken evenmin. Het museum bevindt zich op het terrein van museum Bevrijdende Vleugels.

## Natuur en landschap

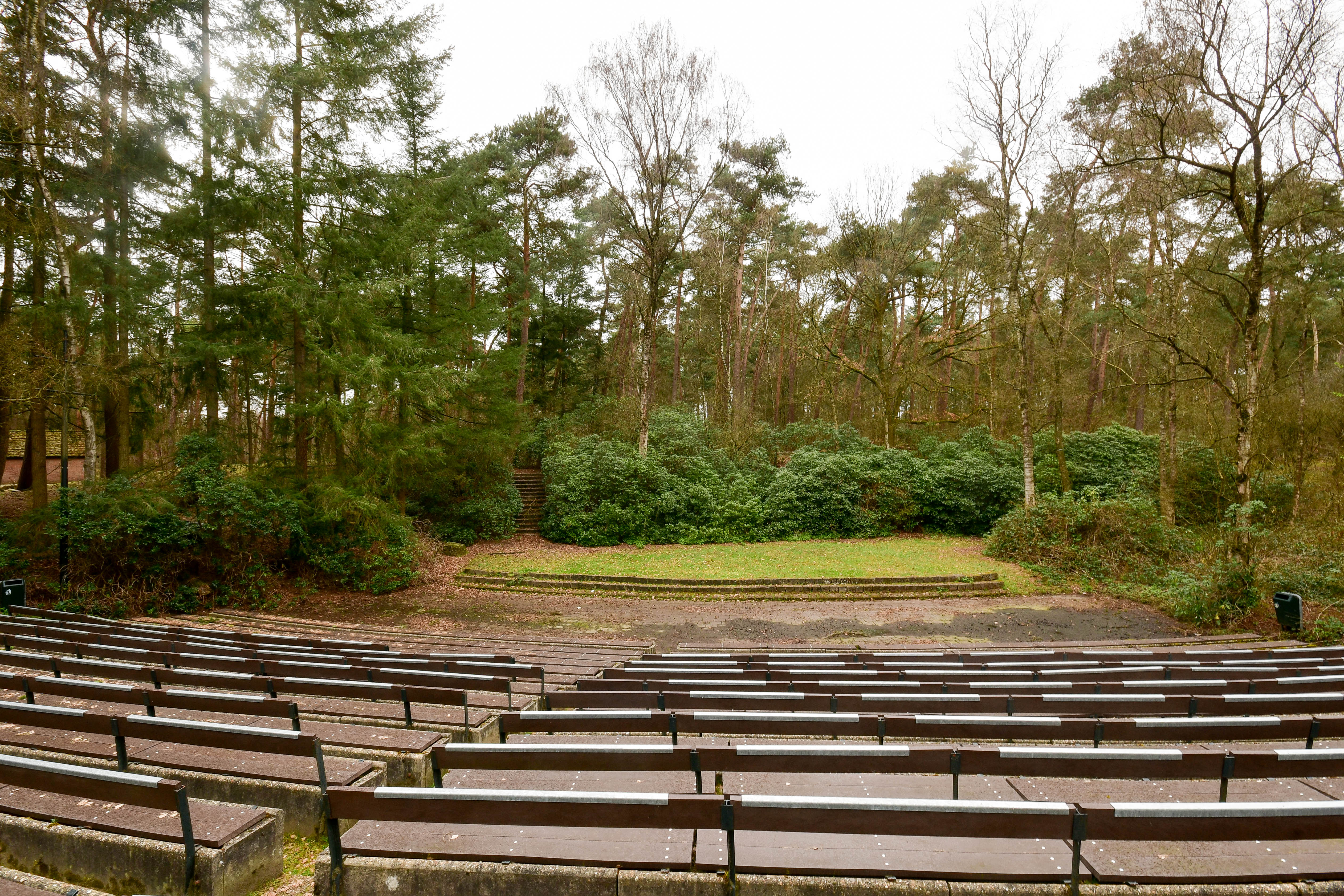
Natuurtheater Joe Mann

Terwijl ten westen van Best heide-ontginningen liggen waarop een nieuwbouwwijk is verrezen, liggen ten zuiden van Best enkele droge terreinen, die doorsneden worden door het Wilhelminakanaal, het Beatrixkanaal en een aantal autosnelwegen. Hoewel deels omgezet in bedrijventerreinen, is een deel van de Aarlese Heide intact gebleven. Dit voornamelijk met naaldbos begroeid terrein sluit aan op het militair oefenterrein van de Oirschotse Heide.
In het zuiden ligt, op het grondgebied van de gemeente Eindhoven, de Ekkersrijt, een deels vergraven beekje. In het oosten vindt men de Nieuwe Heide, een voornamelijk met naalbos beplant dekzandgebied, waarin zich een vennencomplex bevindt: het Langven. Ook zijn er enkele heiderestanten. Hier zijn wandelingen uitgezet die beginnen bij het Joe Mann natuurtheater.
Ten noorden van Best strekt zich in zowel oostelijke als westelijke richting een oud cultuurgebied uit, waarin oude buurtschappen zoals Aarle en De Vleut liggen, met nog enkele fraaie langgevelboerderijen. Dit is het domein van de voormalige klompenindustrie. Naar het noorden toe gaat dit cultuurgebied over in de natuurgebieden van Het Groene Woud, bestaande uit min of meer vochtige loofbossen, afgewisseld met stukjes cultuurland, op leemhoudende bodem. Dit gebied leent zich uitstekend voor fietstochten.
In de omgeving van Best kan men hier en daar de knolsteenbreek aantreffen.

## Economie
Hoewel Best oorspronkelijk vooral een agrarische gemeente was heeft het zich mede door haar gunstige ligging aan kanalen (Wilhelminakanaal en later ook Beatrixkanaal), verkeerswegen en een spoorweg ontwikkeld tot een industriegemeente. In de laatste decennia van de 20e eeuw heeft men ook diverse autosnelwegen aangelegd hetgeen geleid heeft tot neveneffecten zoals de bouw van enkele hoge reclamemasten.
De spoorweg werd langs het centrum van Best door een tunnel geleid, waardoor de plaats na 1998 niet langer in tweeën werd gesplitst en ook de geluidsoverlast afnam.
Oorspronkelijk ontwikkelde zich de klompenindustrie, dankzij de rijkdom aan populieren. Best heeft naast de klompenindustrie nog andere industrieën gekend zoals de boter- en sigarenproductie, de steenfabricage en enkele houtverwerkende industrieën. In de 20e eeuw werd er een belangrijke schoenfabriek gevestigd door het Tsjechische bedrijf Bata. Deze werd gevolgd door vestigingen van het tricotagebedrijf Tricotbest, dat een groothandel in ondergoed is, en het aannemingsbedrijf IBC, gefuseerd tot Heijmans IBC. Dit bedrijf maakt onder meer voorgefabriceerde betonelementen. De Makro te Best is een hypermarkt voor detailhandelaren waarvoor een pasjessysteem bestaat dat dermate soepel wordt gehanteerd dat een groot aantal particulieren er eveneens inkopen doet. De Persgroep heeft een grote drukkerij voor dagbladen zoals het Eindhovens Dagblad. Het terrein huisvest een vestiging van Philips Healthcare, een onderdeel van Philips dat geavanceerde medische apparatuur maakt, zoals NMR scanners. Hier werkten in 2007 ongeveer 2500 mensen, alsmede 500 externe krachten. Best is voor Philips Healthcare het centrale ontwikkelings- en productiecentrum voor röntgen (waaronder chirurgie- en cardiovasculaire systemen), magnetische resonantie (MRI) en medische informatietechnologische systemen. Meer dan de helft van de medewerkers is werkzaam in de productontwikkeling. Er is een grote ontwikkelingscampus.

### Klompen
Het gebied Sint-Oedenrode-Schijndel-Veghel-Best is altijd een belangrijk klompencentrum geweest. Dit kwam mede vanwege de zeer geschikte grond voor de aanplant van populieren, een boom die naast wilg het beste hout geeft voor het maken van klompen. Best had in 1850 23 klompenmakerijen. Nu telt Best nog enkele hiervan, met hoofdzakelijk gemechaniseerde arbeid. In Best is aan de Sint Oedenrodenseweg 23 een klein museum over klompen gevestigd.
Kort na 1900 is de klompenindustrie sterk teruggelopen. Dit was het gevolg van enerzijds de invoer van goedkopere klompen uit België, anderzijds door de opkomst van de schoen.

### Bata
In 1933 kocht schoenenfabrikant Bata voor een dubbeltje de vierkante meter 660 hectare grond van de gemeente Best en liet er een fabriek en 130 arbeiderswoningen bouwen. Er waren toen in Nederland al tientallen Bata-winkels. Vlak voor de Tweede Wereldoorlog werkten in Best 2500 mensen bij Bata. Sommigen kwamen zelfs met de fiets vanuit Amsterdam. Ook katholieke boerendochters traden in dienst van Bata, zeer tot ongenoegen van bewoners. Dit waren de hoogtijdagen. Best maakte hierdoor, los van Eindhoven, een eigen industriële ontwikkeling door.
Bata zorgde voor een geheel eigen complex van woningen rondom de fabrieken. Deze wijk werd Batadorp genoemd. Economische ontwikkelingen "dwongen" Bata medio jaren 70 sterk te heroriënteren. Veel werknemers verloren hun baan, maar door specialisatie op kwaliteitsberoepsschoeisel en -sokken kon een kleinere personeelsbezetting doorstarten. In 1978 verkocht Bata voor bijna 19 miljoen gulden het Batadorp, een deel van de gebouwen en bijbehorende grond aan de gemeente. In de jaren negentig volgden technologische herinvesteringen waardoor de vestiging een van de meest geavanceerde schoenfabrieken ter wereld is geworden. Bata Industrials, voorheen Bata Schoenen, is marktleider in de Benelux en wordt in Europa hoog gewaardeerd als ontwikkelaar, fabrikant en verkoper van vooruitstrevende kwaliteitsberoepsschoenen en -sokken. Technologische investeringen zijn gecombineerd in de historische gebouwen welke typische iconen zijn van industriële ontwikkelingen waar Best vanaf de jaren dertig mee te maken kreeg. De gebouwen zijn industrieel erfgoed en worden herontwikkeld voor innoverende ondernemers.

### Gay krant
Naast Amsterdam was Best jarenlang een belangrijk centrum voor de LHBT-emancipatie in Nederland. Dat kwam doordat in Best van 1979 tot 2013 de Gay Krant was gevestigd. Het blad ontwikkelde zich in de jaren negentig van de vorige eeuw tot het toen grootste gay-medium van West-Europa en ontplooide diverse activiteiten op het gebied van de homo-emancipatie. Zo werden de plannen voor openstelling van het burgerlijk huwelijk voor paren van gelijk geslacht destijds in Best bedacht en ontwikkeld met medewerking van toenmalig burgemeester Hans de Widt. Ook het idee voor inmiddels beroemde hoogtijdagen als de Tilburgse Roze Maandag en de Amsterdamse Grachtenparade vonden hun oorsprong in Best.

## Topografie
Topografische kaart van Best (woonplaats), maart 2014. Klik op de kaart voor een vergroting.

## Verkeer en vervoer
Best is gelegen aan de autosnelwegen A2 en de A58.

### Openbaar vervoer
Best beschikt over een spoorwegstation. Dit station is gedeeltelijk gelegen in de spoortunnel Best. De treinen gaan richting 's-Hertogenbosch, Deurne, Tilburg en Weert. Ook zijn er verschillende buslijnen van Arriva en Hermes die verbindingen met Eindhoven en Tilburg verzorgen.

## Recreatie

### Sport
In Best zijn sportfaciliteiten aanwezig op de twee sportparken 'De Leemkuilen' en 'Naestenbest'. Een korte weergave van de verenigingen en faciliteiten per sportpark:

#### Sportpark de Leemkuilen
- Voetbalclub RKVV Best Vooruit
- Hockeyclub MHC Best
- Tennisvereniging LTVB
- Petanque Club Amitie Best
- Openluchtzwembad De Dolfijn

#### Sportpark Naestenbest
- Zwem- en Waterpolovereniging De Brabantse Dolfijnen (DBD)
- Volleybalclub VVC-Best
- Voetbalclub Wilhelmina Boys
- Sporthal Naestenbest
- Atletiekvereniging Generaal Michaëlis
- Badmintonclub BC Alouette
- Basketballclub Best
- Handbalvereniging Aristos
- Korfbalvereniging DKB
- Tennisvereniging Smashing '89
- ZIB Zwemcentrum Best

Daarnaast beschikt Best ook nog over enkele kleinere sportlocaties. Deze bevinden zich bij onder andere het Heerbeeck College en verschillende basisscholen.

### Uitvoerende Kunsten
In onder meer sociaal-cultureel centrum 't Tejaterke en Cultuurbank Best kunnen er diverse kunstdisciplines, waaronder podiumkunsten, worden beoefend. Onder andere:

#### 't Tejaterke
- In2Dance (dans)
- Batîco (yoga)
- Ons Eygen Landt (toneel)
- De Narrekap (toneel)
- Kunstbeleving (beeldend)
- Harmonie Sint Caecilia (muziek)

#### Cultuurbank Best
- Musical'sCool (musical)
- Cultuurplein Best (muziek)

### Scouting
Naast de sportverenigingen zijn er in Best ook twee scoutinggroepen actief.
- Scouting Oud Best
- Scouting Frama

## Gemeentebestuur

### Gemeenteraad
De huidige gemeenteraad van Best werd verkozen bij de gemeenteraadsverkiezingen van 16 maart 2022. De burgemeester is voorzitter van de raad. Raadsgriffier is Rian Swinkels.
| Gemeenteraadszetels | Gemeenteraadszetels | Gemeenteraadszetels | Gemeenteraadszetels | Gemeenteraadszetels | Gemeenteraadszetels | Gemeenteraadszetels | Gemeenteraadszetels |
| Partij              | 1998                | 2002                | 2006                | 2010                | 2014                | 2018                | 2022                |
| ------------------- | ------------------- | ------------------- | ------------------- | ------------------- | ------------------- | ------------------- | ------------------- |
| VVD                 | 3                   | 3                   | 3                   | 3                   | 3                   | 6                   | 4                   |
| D66                 | 1                   | 1                   | 1                   | 4                   | 4                   | 2                   | 4                   |
| Jongerenpartij JO   | 1                   | 2                   | 2                   | 2                   | 2                   | 3                   | 4                   |
| PvdA/GroenLinks     | -                   | -                   | -                   | -                   | -                   | -                   | 3                   |
| Best Open           | 2                   | 4                   | 4                   | 3                   | 3                   | 3                   | 3                   |
| CDA                 | 5                   | 6                   | 5                   | 6                   | 4                   | 3                   | 3                   |
| ChristenUnie        | -                   | -                   | -                   | -                   | 1                   | 1                   | 1                   |
| Gemeentebelangen    | 4                   | 2                   | 1                   | 1                   | 2                   | 2                   | 1                   |
| PvdA                | 3                   | 3                   | 5                   | 2                   | 2                   | 1                   | -                   |
| Totaal              | 19                  | 21                  | 21                  | 21                  | 21                  | 21                  | 23                  |
| Opkomst             |                     |                     |                     | 52,50%              | 50,37%              | 52,04%              | 48,12%              |

### College van B&W
Het college van burgemeester en wethouders bestaat in de periode 2022-2026 naast de burgemeester uit de wethouders Jan-Willem Slijper (D66), Rik Dijkhoff (VVD), Stan van der Heijden (JO) en Véronique Zeeman (Best Open). Gemeentesecretaris is Jolie Hasselman.

## Geboren in Best
- Kees Kievit (1931), zwemmer
- Eric Swinkels (1949), kleiduivenschutter
- Mariëtte Frijters (1953), diëtiste, juriste en politica
- José Hoebee (1954), zangeres
- Hans Stacey (1958), rallyrijder
- Martijn Bok (1973), tennisspeler
- Jesse Mahieu (1978), hockeyinternational
- Rob Kemps (1985), zanger en entertainer
- Maddy Janssen (1990), presentatrice
- Sanne Verhagen (1992), judoka
- Nigel Bertrams (1993), voetballer
- Rick Mackenbach (1993), zanger en musicalacteur
- Jesse Bertrams (1994), voetballer
- Maarten Brzoskowski (1995), olympisch zwemmer
- Ralf Mackenbach (1995), zanger, danser, acteur en kernfysicus
- Kaj de Rooij (2000), voetballer
- Laura van der Winkel (2001), boogschutter

## Aangrenzende gemeenten
| Aangrenzende gemeenten | Aangrenzende gemeenten | Aangrenzende gemeenten | Aangrenzende gemeenten | Aangrenzende gemeenten |
| ---------------------- | ---------------------- | ---------------------- | ---------------------- | ---------------------- |
|                        |                        | Boxtel                 |                        | Meierijstad            |
|                        |                        |                        |                        |                        |
| Oirschot               | Son en Breugel         |                        |                        |                        |
|                        |                        |                        |                        |                        |
|                        |                        | Eindhoven              |                        |                        |

## Trivia
- In Best bevindt zich aan de Oirschotseweg de Armenhoef: mogelijk de oudste boerderij van West-Europa waarvan nog bovengrondse delen bestaan.
- Aan de Hagelaarweg in Best lag vroeger Landgoed Ten Rodeken. Aleid van de Meervenne, echtgenote van schilder Jheronimus Bosch, is er eigenaresse van geweest. Aangenomen wordt dat Bosch op deze percelen verbleef en tijdelijk woonde. Er is nu een Vlaamse Tiendschuur ingericht met tuinen in de geest van het werk van Bosch.
- De recreatieplas Aquabest biedt ruimte aan het jeugdrecreatiepark DippieDoe en is in de zomer het toneel van grote dance events zoals Lakedance, Supersized Kingsday, Total loss en van 1996 tot 2016 ook Extrema Outdoor.
- In Best zijn als eerste in Nederland in 2018 nul-op-de-meter-appartementen in een gebouw van 5 woonlagen gerealiseerd. Om alle huishoudens te voorzien van elektra zijn naast zonnepanelen op het dak ook tegen de gevels zonnepanelen bevestigd.
- Best kent de landelijke primeur van de eerste 'gekozen' burgemeester van Nederland. In 2002 haalde Letty Demmers-van der Geest (D66) met een sollicitatie voor het burgemeesterschap van Best de landelijke pers nadat de gemeenteraad had besloten een referendum te houden over de voordracht van de nieuwe burgemeester. Zij versloeg met 64% de andere kandidaat, PvdA'er Karel Loohuis, en zodoende is zij de eerste gekozen burgemeester van Nederland.
- Best heeft een erg druk bezochte kermis waar mensen vanuit de hele regio naartoe komen. Kermis Best staat ook bekend als de voordeligste kermis van Nederland.